# Misterul crimei din Manhattan
Misterul crimei din Manhattan (în engleză Manhattan Murder Mystery) este o comedie polițistă americană din 1993, regizată de Woody Allen după scenariul lui Marshall Brickman și Woody Allen.

## Rezumat
După ce au asistat la un meci de hochei, Larry Lipton și soția sa Carol se întâlnesc cu vecinii lor Paul și Lilian House și sunt invitați la o cafea. Lilian discută diverse exerciții sportive cu Carol, în timp ce Paul îi arată lui Larry colecțiile sale de timbre. Cuplul pare foarte sănătos având în vedere vârsta lor.
În noaptea următoare, Larry și Carol ies din lift și găsesc ușa deschisă de la apartamentul vecinilor House și află că Lilian a murit subit. Corpul ei se află pe o targă acoperit de o cearșaf. Medicul spune că ea a murit în urme unui atac de cord.
La câteva zile de la moartea lui Lillian, soții Lipton îl întâlnesc pe Paul pe stradă. Lui Carol i se pare că acesta afișează o bucurie suspectă. Ea îl vede pe Paul ieșind din clădire în dimineața următoare, așa că fură o cheie de rezervă de la administrator și se furișează în apartamentul său. Ea îi spune Larry despre acest lucru și el este furios că ea a acționat așa prostește.
Mai târziu, Carol o vede întâmplător pe Lilian House într-un autobuz. Ea îi spune lui Larry, care nu o crede, și-i sugerează că Lilian are o soră geamănă. Carol o urmărește apoi pe Lillian la un hotel unde aceasta locuia sub un nume fals. Ei intră în camera ei cu un fals cadou și o găsesc moartă pe podeaua dormitorului. Ei pleacă în grabă, luminile se sting apoi, iar liftul coboară la subsol. Larry și Carol ies prin ușa din spate - Larry tare speriat, iar Carol încântată. Ei ajung în stradă și văd un om care a pus un trup în portbagaj.
Ei se întâlnesc apoi împreună cu Ted și Marcia, o scriitoare prietenă a lui Larry, care îi explică totul. Marcia vine cu un plan de a organiza o audiție fals și a o invita pe prietena domnului House, Helen, păcălind-o să zică un text de care să se folosească pentru a-l amenința pe domnul House. Planul merge relativ bine până la apelul telefonic. Carol îl acuză pe Larry că este atras de Marcia, iar Larry își exprimă îngrijorarea că soția sa este atrasă de Ted. Carol îi spune că vrea să stea un timp singură și se duce înapoi în apartament. Paul o răpește și o aduce la cinematograful său. El îl sună pe Larry și amenință să o omoare pe Carol, în cazul în care Larry nu aduce cadavrul lui Lilian. Deși ei blufaseră până atunci, Larry se duce pentru a o salva pe soția sa.
Pavel vede că Larry nu are cadavrul și se luptă pentru scurt timp. Larry fuge pentru a o găsi pe Carol, dar el este dezorientat atunci când intră în camera din spatele ecranului de cinematograf și o vede pe doamna Dalton, prietena în vârstă a domnului House, care îl confruntă pe Paul House cu dovezile iubirii sale pentru mult mai tânăra Helen.
În final, Marcia îi explică lui Ted ce a avut loc cu exactitate, în timp ce relația lui Larry și Carol este reîmprospătată de această experiență.

## Distribuție
- Woody Allen - Larry Lipton
- Diane Keaton - Carol Lipton
- Anjelica Huston - Marcia Fox
- Alan Alda - Ted
- Jerry Adler - Paul House
- Lynn Cohen - Lillian House
- Melanie Norris - Helen Moss
- Zach Braff - Nick Lipton

## Recepție
Misterul crimei din Manhattan a fost lansat la 18 august 1993 în 268 de cinematografe și a adus încasări de 2 milioane de dolari în primul week-end. Încasările finale au fost de 11,3 milioane $ în America de Nord, sub nivelul estimat al bugetului de 13,5 milioane dolari.  Încasările de 1.920.825 £ la cinematografele britanice l-au plasat pe locul 1 în Marea Britanie în week-end-ul care s-a terminat la 23 ianuarie 1994.
În recenzia sa pentru Newsweek, David Ansen a scris: "Pe ecran, Keaton și Allen au fost întotdeauna făcuți unul pentru celălalt: ei se ciocnesc minunat cu scântei". USA Today a dat filmului patru stele din patru și i-a informat pe fani să uite de problemele lui Allen, deoarece "există un motiv mai bun pentru ca fanii lui Allen să-i mai dea o șansă. El este foarte, foarte amuzant, și nu e nici un mister cu privire la asta". Janet Maslin l-a numit "o poveste detectivistică actualizată", dar a scris, de asemenea că "atinge o grație blândă și nostalgică și un indiciu al unei înțelepciuni auto-conștiente". Desson Howe, în Washington Post, s-a plâns că nu a fost "nimic nou în acest film. Allen și Keaton sunt în esență cei care i-au interpretat pe Alvy Singer și Annie Hall trecuți de vârsta mijlocie".
Până în octombrie 2011, 20 din cele 22 de comentarii de pe situl Rotten Tomatoes considerau filmul ca fiind "fresh", cu toate că sunt prea puține opinii pentru a se considera că s-a ajuns la un consens.

### Nominalizări la premii
- Premiile César 1994: cel mai bun film străin
- Premiile BAFTA: cea mai bună actriță în rol secundar, Anjelica Huston
- Premiile Globul de Aur: cea mai bună interpretare a unei actrițe în rol principal - comedie/muzical, Diane Keaton